# Teoría del mito de Jesús
La teoría del mito de Jesús (también conocida como Jesús mitológico, el mitismo de Jesús o la teoría de la ahistoricidad de Jesús) es la opinión de que la historia de Jesús es una pieza de mitología, que no posee afirmaciones sustanciales de eventos históricos. Alternativamente, en términos dados por Bart Ehrman parafraseando a Earl Doherty, opinan que «el Jesús histórico no existió. O si lo hizo, no tuvo prácticamente nada que ver con la fundación del cristianismo». 
Hay tres vertientes del mitismo, incluida la opinión de que pudo haber existido un Jesús histórico, que vivió en un pasado vagamente recordado y se fusionó con el Cristo mitológico de Pablo. Una segunda postura es que nunca hubo un Jesús histórico, solo un personaje mitológico, historizado posteriormente en los Evangelios. Un tercer punto de vista es que no se puede llegar a ninguna conclusión sobre un Jesús histórico y, si este existió, no se puede saber nada sobre él.
La mayoría de los mitistas de Cristo siguen un triple argumento: cuestionan la fiabilidad de las epístolas paulinas y los evangelios para establecer la historicidad de Jesús; notan la falta de información sobre Jesús en fuentes no cristianas en el siglo I e inicios del siglo II; y sostienen que el cristianismo primitivo tuvo orígenes sincréticos y mitológicos, reflejados tanto en las epístolas paulinas como en los evangelios, siendo Jesús un ser celestial que se concretó en los evangelios. Por tanto, el cristianismo no se fundó en los recuerdos compartidos de un humano, sino en un mitema compartido.
En la erudición moderna, la teoría del mito de Cristo es una hipótesis marginal, abordada solo en notas al pie o casi ignorada por completo. Ehrman señaló que «prácticamente todos los historiadores cuerdos del planeta (cristianos, judíos, musulmanes, paganos, agnósticos, ateos, lo que sea) han llegado a la conclusión [...] [de que] Jesús ciertamente existió». Van Voorst escribió que «[l]a teoría de la inexistencia de Jesús ahora está efectivamente muerta como una cuestión en la erudición». Maier señaló que «[c]ualquiera que use el argumento de que Jesús nunca existió está simplemente haciendo alarde de su ignorancia».

## Enfoques tradicionales y modernos de Jesús
Los orígenes y el rápido crecimiento del cristianismo, así como el Jesús histórico y la historicidad de Jesús, son un tema de debate de larga data en la investigación teológica e histórica. Si bien el cristianismo comenzó con un núcleo temprano de seguidores de Jesús, pocos años después de su muerte (c. 33 d. C.), en el momento en que Pablo comenzó a predicar, parece haber existido una serie de «movimientos de Jesús» que propagaron interpretaciones divergentes de sus enseñanzas. Una pregunta central es cómo se desarrollaron estas comunidades y cuáles fueron sus convicciones originales, ya que se puede encontrar una amplia gama de creencias e ideas en el cristianismo primitivo, incluido el adopcionismo y el docetismo, y también las tradiciones gnósticas que usaron imaginerías cristianas, que fueron consideradas heréticas por el cristianismo proto-ortodoxo.

### Búsqueda del Jesús histórico
Una primera búsqueda del Jesús histórico tuvo lugar en el siglo XIX, cuando se escribieron cientos de Vida de Jesús. David Strauss fue pionero en la búsqueda del «Jesús histórico», al rechazar todos los eventos sobrenaturales como elaboraciones míticas. Su obra de 1835, Vida de Jesús, fue uno de los primeros y más influyentes análisis sistemáticos de la historia de la vida de Jesús, con el objetivo de basarlo en una investigación histórica imparcial. La Religionsgeschichtliche Schule, a partir de la década de 1890, utilizó las metodologías de la alta crítica, una rama de la crítica que investiga los orígenes de los textos antiguos para comprender «el mundo detrás del texto». Comparaba el cristianismo con otras religiones, considerándolo como una religión entre otras y rechazando sus afirmaciones de verdad absoluta, demostrando que comparte características con otras religiones. Argumentó que el cristianismo no era simplemente la continuación del Antiguo Testamento, sino un sincretismo, y estaba arraigado e influenciado por el judaísmo helenístico (Filón de Alejandría) y religiones helenísticas como los cultos mistéricos y el gnosticismo. Martin Kähler cuestionó la utilidad de la búsqueda del Jesús histórico, haciendo la famosa distinción entre el «Jesús de la historia» y el «Cristo de la fe», argumentando que la fe es más importante que el conocimiento histórico exacto. Rudolf Bultmann, que estaba relacionado con la Religionsgeschichtliche Schule, enfatizó la teología, y en 1926 había argumentado que la investigación histórica de Jesús era inútil e innecesaria; aunque el propio Bultmann modificó ligeramente su posición en un libro posterior.
Esta primera búsqueda terminó con la revisión crítica de 1906 de Albert Schweitzer de la historia de la búsqueda de la vida de Jesús en La búsqueda del Jesús histórico: De Reimarus a Wrede. Ya en el siglo XIX y principios del XX, esta búsqueda fue desafiada por autores que negaban la historicidad de Jesús, en particular Bauer y Drews.
La segunda búsqueda comenzó en 1953, en una desviación de las ideas de Bultmann. Se introdujeron varios criterios, el criterio de disimilitud y el criterio de dificultad, para analizar y evaluar las narrativas del Nuevo Testamento. Esta segunda búsqueda se desvaneció en la década de 1970, debido a la influencia decreciente de Bultmann, y coincidiendo con las primeras publicaciones de Wells, que marcó el inicio del resurgimiento de la teoría del mito de Cristo. Según Paul Zahl, si bien la segunda búsqueda hizo contribuciones significativas en ese momento, sus resultados en su mayoría han sido olvidados, aunque no refutados.
La tercera búsqueda comenzó en la década de 1980 e introdujo nuevos criterios. Los principales entre ellos son el criterio de plausibilidad histórica, el criterio de rechazo y ejecución y el criterio de congruencia (también llamado de evidencia circunstancial acumulativa), un caso especial del antiguo criterio de coherencia. La tercera búsqueda es interdisciplinaria y global, llevada a cabo por académicos de múltiples disciplinas e incorpora los resultados de la investigación arqueológica.
La tercera búsqueda arrojó nuevos conocimientos sobre el contexto palestino y judío de Jesús, y no tanto sobre la persona del mismo Jesús. También ha dejado claro que todo el material sobre Jesús ha sido transmitido por la Iglesia emergente, lo que plantea interrogantes sobre el criterio de disimilitud y la posibilidad de adscribir material únicamente a Jesús y no a la propia Iglesia.

### La existencia del Jesús histórico
Los métodos críticos han llevado a una desmitologización de Jesús. El punto de vista de los estudiosos dominantes es que las epístolas paulinas y los evangelios describen al Cristo de la fe, presentando una narrativa religiosa que reemplazó al Jesús histórico que vivió en la Judea ocupada por los romanos del siglo I. Sin embargo, no hay duda de que existió un Jesús histórico. Ehrman señala que Jesús «ciertamente existió, como están de acuerdo prácticamente todos los eruditos competentes de la antigüedad, cristianos o no cristianos».
Siguiendo el criterio del enfoque de autenticidad, los estudiosos difieren en la historicidad de episodios específicos descritos en los relatos bíblicos de Jesús, pero el bautismo y la crucifixión son dos eventos en la vida de Jesús que están sujetos a «asentimiento casi universal». Según la historiadora Alanna Nobbs:
Si bien persisten debates históricos y teológicos sobre las acciones y el significado de esta figura, su fama como maestro y su crucifixión bajo el prefecto romano Poncio Pilato pueden describirse como históricamente ciertos.
Los retratos de Jesús a menudo han diferido entre sí y de la imagen retratada en los relatos de los Evangelios. Los retratos principales de Jesús resultantes de la tercera búsqueda son: profeta apocalíptico; sanador carismático; filósofo cínico; Mesías judío; y profeta del cambio social. Según Ehrman, la opinión más extendida es que Jesús fue un profeta apocalíptico, que posteriormente fue deificado.
Según James Dunn, no es posible «construir (a partir de los datos disponibles) un Jesús que sea el verdadero Jesús». Según Philip R. Davies, un minimalista bíblico, «lo que se afirma como el Jesús de la historia es una cifra, no una personalidad redondeada». Según Ehrman, «el verdadero problema con Jesús» no es la postura mitista de que es «un mito inventado por cristianos», sino que era «demasiado histórico», es decir, un judío del siglo I que no era como el Jesús predicado y proclamado hoy. Según Ehrman, «Jesús era un judío del siglo I, y cuando tratamos de convertirlo en un estadounidense del siglo XXI, distorsionamos todo lo que él era y todo lo que representaba».

### Desaparición de la autenticidad y llamado para estudios de memoria
Desde finales de la década de 2000, ha ido en aumento la preocupación por la utilidad de los criterios de autenticidad. Según Keith, los criterios son herramientas literarias, orientadas a la formación de críticas, no herramientas historiográficas. Fueron ideadas para discernir las tradiciones anteriores al Evangelio, no para identificar hechos históricos, pero «sustituyeron la tradición preliteraria por la del Jesús histórico». Según Le Donne, el uso de tales criterios es una forma de «historiografía positivista».
Chris Keith, Le Donne y otros abogan por un enfoque de «memoria social», que establece que los recuerdos están moldeados por las necesidades del presente. En lugar de buscar un Jesús histórico, la erudición debería investigar cómo se formaron los recuerdos de Jesús y cómo se remodelaron «con el objetivo de la cohesión y la autocomprensión (identidad) de los grupos».
El estudio de James D. G. Dunn, Jesus Rememented (2003), fue el comienzo de este «mayor [...] interés en la teoría de la memoria y el testimonio de testigos oculares». Dunn sostuvo que «[e]l único objetivo realista para cualquier búsqueda del Jesús histórico es el Jesús recordado». Él argumenta que el cristianismo comenzó con el impacto que Jesús mismo tuvo en sus seguidores, quienes transmitieron y moldearon sus recuerdos de él en una tradición evangélica oral. Para entender quién fue Jesús y cuál fue su impacto, los académicos deben mirar «el panorama general, centrándose en los motivos y énfasis característicos de la tradición de Jesús, en lugar de hacer que los hallazgos dependan demasiado de elementos individuales de la tradición».
Anthony Le Donne elaboró la tesis de Dunn, basando «su historiografía directamente en la tesis de Dunn de que el Jesús histórico es el recuerdo de Jesús recordado por los primeros discípulos». Según Le Donne, los recuerdos se refactorizan, y no constituyen un registro exacto del pasado. Le Donne sostiene que el recuerdo de los acontecimientos se facilita relacionándolos con una historia común o «tipo». El tipo modela la forma en que los recuerdos son retenidos, o sea, narrados. Esto significa que la tradición de Jesús no es una invención teológica de la Iglesia primitiva, sino que está moldeada y refractada por las restricciones que el tipo pone sobre los recuerdos narrados, debido al molde del tipo.
Según Chris Keith, una alternativa a la búsqueda de un Jesús histórico: «postula un Jesús histórico que en última instancia es inalcanzable, pero que puede formularse hipótesis sobre la base de las interpretaciones de los primeros cristianos y como parte de un proceso más amplio de explicación de cómo y por qué los primeros cristianos llegaron a ver a Jesús de la manera en que lo veían». Según Keith, «estos dos modelos son metodológica y epistemológicamente incompatibles», cuestionando los métodos y el objetivo del primer modelo.

### Teóricos del mito de Cristo
Los mitistas argumentan que los relatos de Jesús son en su mayor parte, o completamente, de naturaleza mítica, cuestionando el paradigma principal de un Jesús histórico de principios del siglo I que fue deificado. La mayoría de los mitistas, como los estudiosos de la corriente principal, señalan que el cristianismo se desarrolló dentro del judaísmo helenístico, que fue influenciado por el helenismo. El cristianismo primitivo y los relatos de Jesús deben entenderse en este contexto. Sin embargo, donde la erudición contemporánea del Nuevo Testamento ha introducido varios criterios para evaluar la historicidad de los pasajes y dichos del Nuevo Testamento, la mayoría de los teóricos del mito de Cristo se han basado en comparaciones de mitemas cristianos con tradiciones religiosas contemporáneas, enfatizando la naturaleza mitológica de los relatos bíblicos.
Algunos autores moderados, sobre todo Wells, argumentaron que puede haber existido un Jesús histórico, pero que este se fusionó con otra tradición de Jesús, a saber, el Cristo mitológico de Pablo. Otros, sobre todo Wells inicialmente y Alvar Ellegård, argumentaron que el Jesús de Pablo puede haber vivido mucho antes, en un pasado remoto vagamente recordado.
Los mitistas más radicales sostienen, en términos dados por Price, el punto de vista del «ateísmo de Jesús», es decir, nunca hubo un Jesús histórico, solo un personaje mitológico y el mitema de su encarnación, muerte y exaltación. Este carácter se desarrolló a partir de una fusión sincrética del pensamiento religioso judío, helenístico y de Oriente Medio; que fue presentada por Pablo; e historizada en los Evangelios, que también son sincréticos. Los «ateos» notables son Paul-Louis Couchoud, Earl Doherty, Thomas L. Brodie y Richard Carrier.
Algunos otros autores defienden el punto de vista del «agnosticismo de Jesús». Es decir, si hubo un Jesús histórico es incognoscible y si existió, casi nada se puede saber sobre él. Los «agnósticos» notables son Robert Price y Thomas L. Thompson. Según Thompson, la cuestión de la historicidad de Jesús tampoco es relevante para la comprensión del significado y función de los textos bíblicos en su propia época.

## Historia de la teoría del mito de Jesús
Según Van Voorst, «[e]l argumento de que Jesús nunca existió, sino fue inventado por el movimiento cristiano alrededor del año 100, se remonta a la época de la Ilustración, cuando nació el estudio histórico-crítico del pasado», y puede haber tenido su origen en Lord Bolingbroke, un deísta inglés.

### Aparición (finales delsigloXVIII- inicios delsigloXIX)
Según Weaver y Schneider, los inicios de la negación formal de la existencia de Jesús se remontan a la Francia de finales del siglo XVIII, con las obras de Constantin François Chassebœuf de Volney y Charles-François Dupuis. Volney y Dupuis argumentaron que el cristianismo era una amalgama de varias mitologías antiguas y que Jesús era un personaje totalmente mítico. Dupuis argumentó que los rituales antiguos en Siria, Egipto, Mesopotamia, Persia e India habían influido en la historia cristiana, la cual se alegorizó como las historias de las deidades solares, como Sol Invictus. Dupuis también dijo que la resurrección de Jesús era una alegoría del crecimiento de la fuerza del sol en el signo de Aries en el equinoccio de primavera. Volney argumentó que Abraham y Sara se derivaron de Brahma y su esposa Saraswati, mientras que Cristo estaba relacionado con Krishna. Volney hizo uso de una versión preliminar del trabajo de Dupuis y en ocasiones se diferenciaba de él; p. ej. al argumentar que las historias del Evangelio no fueron creadas intencionalmente, sino compiladas orgánicamente. La perspectiva de Volney se asoció con las ideas de la Revolución Francesa, lo que obstaculizó la aceptación de estos puntos de vista en Inglaterra. A pesar de esto, su trabajo obtuvo un seguimiento significativo entre los pensadores radicales británicos y estadounidenses durante el siglo XIX.
En 1835, el teólogo David Friedrich Strauss publicó su extremadamente controvertida La vida de Jesús, examinada críticamente (Das Leben Jesu). Sin negar la existencia de Jesús, argumentó que los milagros del Nuevo Testamento eran adiciones míticas con poca base en la realidad. Según Strauss, la iglesia primitiva desarrolló estas historias para presentar a Jesús como el Mesías de las profecías judías. Esta perspectiva estaba en oposición a las opiniones predominantes en la época de Strauss: el racionalismo, que explicaba los milagros como malas interpretaciones de eventos no sobrenaturales, y la visión sobrenaturalista de que los relatos bíblicos eran completamente precisos. La tercera vía de Strauss, en la que los milagros se explican como mitos desarrollados por los primeros cristianos para apoyar su concepción evolutiva de Jesús, anunció una nueva época en el tratamiento textual e histórico del surgimiento del cristianismo.
Bruno Bauer llevó los argumentos de Strauss más allá y se convirtió en el primer autor en argumentar sistemáticamente que Jesús no existía. Comenzando en 1841 con su Crítica de la historia de los evangelios sinópticos, Bauer argumentó que Jesús era principalmente una figura literaria, pero dejó abierta la cuestión de si existió o no un Jesús histórico. Luego, en su Crítica de las epístolas paulinas y en Crítica de los evangelios y una historia de su origen, Bauer argumentó que Jesús no había existido. El trabajo de Bauer fue fuertemente criticado en ese momento, ya que en 1839 fue destituido de su puesto en la Universidad de Bonn y su trabajo no tuvo mucho impacto en los futuros teóricos mitistas.
En las décadas de 1870 y 1880, un grupo de académicos asociados con la Universidad de Ámsterdam, conocida en la erudición alemana como la escuela radical neerlandesa, rechazó la autenticidad de las epístolas paulinas y adoptó una visión generalmente negativa del valor histórico de la Biblia. Abraham Dirk Loman argumentó en 1881 que todos los escritos del Nuevo Testamento pertenecían al siglo II y dudaba de que Jesús fuera una figura histórica, pero luego dijo que el núcleo de los evangelios era genuino. Otros defensores de los primeros mitos de Cristo incluyeron al escéptico Rudolf Steck, el historiador Edwin Johnson, el reverendo radical Robert Taylor y su asociado Richard Carlile.
A principios del siglo XX, varios escritores publicaron argumentos en contra de la historicidad de Jesús, a menudo basándose en el trabajo de teólogos liberales, que tendían a negar cualquier valor a las fuentes de Jesús fuera del Nuevo Testamento y limitaban su atención a Marcos y la hipotética fuente Q. También hicieron uso del creciente campo de la historia religiosa, que encontró fuentes para las ideas cristianas en los cultos misteriosos griegos y orientales, en lugar del judaísmo.
El trabajo del antropólogo social Sir James George Frazer ha influido en varios teóricos de los mitos, aunque el propio Frazer creía que Jesús existió. En 1890, Frazer publicó la primera edición de The Golden Bough, que intentó definir los elementos compartidos de las creencias religiosas. Este trabajo se convirtió en la base de muchos autores posteriores que argumentaron que la historia de Jesús era una ficción creada por cristianos. Después de que varias personas afirmaron que era un teórico mitista, en la edición ampliada de 1913 de The Golden Bough declaró expresamente que su teoría asumía un Jesús histórico.
En 1900, el parlamentario John Mackinnon Robertson argumentó que Jesús nunca existió, sino que fue una invención de un culto mesiánico de Josué del siglo I, a quien identifica como una deidad solar. El maestro de escuela George Robert Stowe Mead argumentó en 1903 que Jesús había existido, pero que había vivido en el año 100 a. C. Mead basó su argumento en el Talmud, que señalaba que Jesús fue crucificado c. 100 a. C. En opinión de Mead, esto significaría que los evangelios cristianos son míticos.
En 1909, el maestro de escuela John Eleazer Remsburg publicó The Christ, que distinguía entre un posible Jesús histórico (Jesús de Nazaret) y el Jesús de los Evangelios (Jesús de Belén). Remsburg pensó que había buenas razones para creer que existió el Jesús histórico, pero que el «Cristo del cristianismo» era una creación mitológica. Compiló una lista de 42 nombres de «escritores que vivieron y escribieron durante el tiempo, o dentro de un siglo después del tiempo» que él sintió que deberían haber escrito sobre Jesús si el relato de los Evangelios era razonablemente exacto, pero que no lo hicieron.
También en 1909, el profesor de filosofía Christian Heinrich Arthur Drews escribió El mito de Cristo para argumentar que el cristianismo había sido un culto gnóstico judío que se extendió al apropiarse de aspectos de la filosofía griega y deidades de vida-muerte-renacimiento. En sus últimos libros Los testigos de la historicidad de Jesús y La negación de la historicidad de Jesús en el pasado y el presente, Drews revisó la erudición bíblica de su tiempo, así como el trabajo de otros teóricos mitistas, intentando demostrar que todo lo informado sobre el Jesús histórico tenía un carácter mítico.

### Reaparición (finales delsigloXX)
A partir de la década de 1970, a raíz de la segunda búsqueda del Jesús histórico, el interés por la teoría del mito de Cristo fue revivido por George Albert Wells, cuyas ideas fueron elaboradas por Earl Doherty. Con el auge de Internet en la década de 1990, sus ideas ganaron interés popular, dando paso a una multitud de publicaciones y sitios web dirigidos a una audiencia popular (sobre todo Richard Carrier), y sus defensores a menudo adoptan una postura polémica contra el cristianismo. Sus ideas son apoyadas por Robert Price, un teólogo académico, mientras que Thomas L. Thompson y Thomas L. Brodie, ambos también consumados eruditos en teología, ofrecen posturas algo diferentes sobre los orígenes mitológicos.

#### Principales teóricos

##### Paul-Louis Couchoud
Paul-Louis Couchoud fue un predecesor de los míticos contemporáneos. Según Couchoud, el cristianismo no comenzó con una biografía de Jesús, sino «una experiencia mística colectiva, que sostiene una historia divina revelada místicamente». El Jesús de Couchaud no es un «mito», sino una «concepción religiosa». Robert Price menciona el comentario de Couchoud sobre el Himno de Cristo, una de las reliquias de los cultos de Cristo al que Pablo se convirtió. Couchoud afirmó que en este himno se le dio el nombre de Jesús al Cristo después de su torturante muerte, lo que implica que no puede haber habido un ministerio de un maestro llamado Jesús.

##### George Albert Wells
George Albert Wells reavivó el interés por la teoría del mito de Cristo. En sus primeros trabajos, Wells argumentó que debido a que los Evangelios fueron escritos décadas después de la muerte de Jesús por cristianos que estaban motivados teológicamente pero que no tenían conocimiento personal de él, una persona racional debería creer en los Evangelios solo si son confirmados independientemente. En trabajos posteriores, Wells sostuvo dos narraciones de Jesús fusionadas en una (a saber, el Jesús mítico de Pablo y un Jesús mínimamente histórico de una tradición de predicación galilea), cuyas enseñanzas se conservaron en el documento Q, una fuente común hipotética para los Evangelios de Mateo y Lucas. Según Wells, ambas figuras deben gran parte de su sustancia a ideas de la literatura sapiencial judía.
En 2000, Van Voorst dio una descripción general de los defensores de la «hipótesis de la inexistencia» y sus argumentos, presentando ocho argumentos en contra de esta hipótesis, tal como lo propusieron Wells y sus predecesores. Según Maurice Casey, el trabajo de Wells repitió los puntos principales de la Religionsgeschichtliche Schule, que son considerados obsoletos por los estudios generales. Sus obras no fueron discutidas por los eruditos del Nuevo Testamento, porque «no eran consideradas originales, y se pensaba que todos sus puntos principales habían sido refutados hace mucho tiempo, por razones que eran muy conocidas».

##### Earl Doherty
Earl Doherty conoció el tema del mito de Cristo en una conferencia de Wells en la década de 1970. Doherty siguió el ejemplo de Wells, pero no está de acuerdo con la historicidad de Jesús, argumentando que «todo en Pablo apunta a la creencia en un Hijo enteramente divino que ‹vivió› y actuó en el reino espiritual, en el mismo escenario mítico en el que todos los se vio actuar a otras deidades salvadoras de la época». Según Doherty, el Cristo de Pablo se originó como un mito derivado del platonismo medio con cierta influencia del misticismo judío y la creencia en un Jesús histórico surgió solo entre las comunidades cristianas en el siglo II. Doherty está de acuerdo con Bauckham en que la cristología más temprana ya era una «alta cristología», es decir, Jesús era una encarnación del Cristo preexistente, pero considera «poco creíble» que tal creencia pudiera desarrollarse en tan poco tiempo entre los judíos. Por lo tanto, Doherty concluye que el cristianismo comenzó con el mito de este Cristo encarnado, que posteriormente fue historizado. Según Doherty, el núcleo de este Jesús historizado de los Evangelios se puede encontrar en el movimiento de Jesús que escribió la fuente Q. Finalmente, el Jesús de Q y el Cristo de Pablo se combinaron en el Evangelio de Marcos por una comunidad predominantemente gentil. Con el tiempo, el relato evangélico de esta encarnación de la Sabiduría se interpretó como la historia literal de la vida de Jesús.
Eddy y Boyd caracterizan el trabajo de Doherty como atractivo para la «Escuela de Historia de las Religiones». En un libro que critica la teoría del mito de Cristo, el erudito del Nuevo Testamento Maurice Casey describe a Doherty como «quizás el más influyente de todos los mitistas», pero que es incapaz de comprender los textos antiguos que utiliza en sus argumentos.

##### Richard Carrier
Richard Carrier revisó el trabajo de Doherty sobre el origen de Jesús y finalmente concluyó que la evidencia favorecía el núcleo de la tesis de Doherty. Según Carrier, siguiendo a Couchoud y Doherty, el cristianismo comenzó con la creencia en una nueva deidad llamada Jesús, «una figura espiritual y mítica»; esta nueva deidad se plasmó en los Evangelios, que agregaron un marco narrativo y enseñanzas cínicas, y eventualmente llegaron a ser percibidos como una biografía histórica. Carrier argumenta que Jesús era probablemente se conocía originalmente solo a través de revelaciones privadas y mensajes ocultos en las Escrituras, que luego fueron elaborados en una figura histórica para comunicar las afirmaciones de los evangelios de manera alegórica. Estas alegorías comenzaron a ser creídas como un hecho durante la lucha por el control de las iglesias cristianas del siglo I.

##### Robert M. Price
Robert M. Price ha cuestionado la historicidad de Jesús utilizando métodos histórico-críticos, pero también «paralelos de historia de las religiones» o el «principio de analogía», para mostrar similitudes entre las narrativas evangélicas y los mitos orientales no cristianos. Price critica algunos de los criterios de la investigación bíblica crítica, como el criterio de disimilitud y el criterio de dificultad. Price señala además que «el consenso no es un criterio» para la historicidad de Jesús. Según Price, si la metodología crítica se aplica con implacable coherencia, queda uno en completo agnosticismo con respecto a la historicidad de Jesús.
Price afirma que «el Jesucristo del Nuevo Testamento es una figura compuesta», a partir de la cual se puede reconstruir una amplia variedad de Jesús históricos, cualquiera de los cuales puede haber sido el Jesús real, pero no todos a la vez. Según Price, varias imágenes de Jesús fluyeron juntas en el origen del cristianismo, algunas de ellas posiblemente basadas en mitos, algunas de ellas posiblemente basadas en «un Jesús el Nazareno histórico». Admite incertidumbre respecto a eso, escribiendo en conclusión: «Puede haber una cifra real allí, pero simplemente ya no hay forma de estar seguro». El mismo Price reconoce que se opone al punto de vista de la mayoría de los estudiosos, pero advierte que no se debe intentar resolver el problema apelando a la mayoría.

##### Thomas L. Thompson
Thomas L. Thompson, un destacado minimalista bíblico del Antiguo Testamento que apoya una posición mitista, según Ehrman y Casey. Según Thompson, «las cuestiones de comprensión e interpretación de los textos bíblicos» son más relevantes que «las cuestiones sobre la existencia histórica de individuos como [...] Jesús». Thompson argumentó que los relatos bíblicos tanto del rey David como de Jesús de Nazaret no son relatos históricos, sino que son de naturaleza mítica y están basados en Mesopotamia, Egipto, Babilonia y literatura griega y romana. Esos relatos se basan en el tema del Mesías, un rey ungido por Dios para restaurar el orden divino en la Tierra. También sostuvo que la resurrección de Jesús se toma directamente de la historia del dios agonizante y resucitado, Dioniso. Thompson no llega a una conclusión final sobre la historicidad o ahistoricidad de Jesús, pero afirma que «[n]o se puede llegar a una afirmación negativa, sin embargo, de que tal figura no existía: solo que no tenemos ninguna garantía para hacer que tal figura forme parte de nuestra historia». Además, en una recopilación de escritos, Thompson escribió que «[l]os ensayos recopilados en este volumen tienen un propósito modesto. Ni establecer la historicidad de un Jesús histórico ni poseer una garantía adecuada para descartarlo, nuestro propósito es aclarar nuestro compromiso con los métodos críticos históricos y exegéticos».
Ehrman ha criticado a Thompson, cuestionando sus calificaciones y experiencia con respecto a la investigación del Nuevo Testamento. En un artículo en línea de 2012, Thompson defendió sus calificaciones para abordar los problemas del Nuevo Testamento y objetó la declaración de Ehrman de que «[un] tipo diferente de apoyo para una posición mitista viene en la obra de Thomas L. Thompson». Según Thompson, «Bart Ehrman ha atribuido a mi libro argumentos y principios que nunca había presentado, ciertamente no que Jesús nunca hubiera existido», y reiteró su posición de que la cuestión de la existencia de Jesús no se puede determinar de una forma u otra. Thompson afirma además que Jesús no debe ser considerado como «la figura notoriamente estereotipada de [...] profeta escatológico (equivocado)», como lo hace Ehrman, sino que está inspirado en «la figura real de un mesías conquistador», derivada de los escritos judíos.

##### Thomas L. Brodie
Thomas L. Brodie argumenta que los Evangelios son esencialmente una reescritura de las historias de Elías y Eliseo cuando se ven como un relato unificado en los Libros de los Reyes. Este punto de vista llevó a Brodie a la conclusión de que Jesús es mítico. El argumento de Brodie se basa en su trabajo anterior, en el que afirmó que en lugar de estar separadas y fragmentadas, las historias de Elías y Eliseo están unidas; y que 1 Reyes 16:29-2 Reyes 13:25 es una extensión natural de 1 Reyes 17-2 Reyes 8, que tienen una coherencia generalmente no observada por otros eruditos bíblicos. Brodie luego considera la historia de Elías-Eliseo como el modelo subyacente para las narraciones evangélicas.
Según Gerard Norton, «Hay un salto injustificable entre la metodología y la conclusión» en el libro de Brodie y «no están sólidamente basados en la erudición». El libro es «una memoria de una serie de momentos o eventos significativos» en la vida de Brodie que reforzó «su convicción central» de que ni Jesús ni Pablo de Tarso fueron históricos.

#### Otros proponentes modernos
Influenciado por Massey y Higgins, Alvin Boyd Kuhn, un teósofo estadounidense, argumentó una etimología egipcia a la Biblia de que los evangelios eran simbólicos en lugar de históricos y que los líderes de la iglesia comenzaron a malinterpretar el Nuevo Testamento en el siglo III. Sobre la base del trabajo de Kuhn, Tom Harpur enumeró similitudes entre las historias de Jesús, Horus, Mitra, Buda y otros. Según Harpur, en el siglo II o III, la iglesia primitiva creó la impresión ficticia de un Jesús literal e histórico y luego utilizó la falsificación y la violencia para encubrir la evidencia.
John M. Allegro avanzó la teoría de que las historias del cristianismo primitivo se originaron en un culto clandestino chamánico esenio centrado en torno al uso de hongos alucinógenos. También argumentó que la historia de Jesús se basó en la crucifixión del Maestro de Justicia en los Rollos del Mar Muerto. La teoría de Allegro fue duramente criticada por Philip Jenkins, quien escribió que Allegro se basó en textos que no existían en la forma en que los estaba citando. Con base en esta y muchas otras reacciones negativas al libro, el editor de Allegro se disculpó más tarde por publicar el libro y Allegro se vio obligado a renunciar a su cargo académico.
Alvar Ellegård argumentó que Jesús vivió 100 años antes de las fechas aceptadas y fue un maestro de los esenios. Según Ellegård, Pablo estaba relacionado con los esenios y tuvo una visión de este Jesús.
Timothy Freke y Peter Gand propusieron que Jesús no existió literalmente como un individuo históricamente identificable, sino que fue una reinterpretación sincrética del «hombre-dios» pagano fundamental de los gnósticos, que eran la secta original del cristianismo. El libro ha sido recibido negativamente por los eruditos y también por los mitistas de Cristo.
Michel Onfray defendió la teoría del mito de Cristo y basó su hipótesis en el hecho de que, salvo en el Nuevo Testamento, apenas se menciona a Jesús en los relatos del período.
La teoría del mito de Cristo gozó de una breve popularidad en la Unión Soviética, donde fue apoyada por Sergey Kovalev, Alexander Kazhdan, Abram Ranovich, Nikolai Rumyantsev y Robert Vipper. Sin embargo, varios eruditos, incluido Kazhdan, se retractaron más tarde de sus puntos de vista sobre el Jesús mítico y, a finales de la década de 1980, Iosif Kryvelev seguía siendo prácticamente el único proponente de la teoría del mito de Cristo en la academia soviética.

## Principales argumentos mitistas
Según el erudito del Nuevo Testamento Robert Van Voorst, la mayoría de los mitistas de Cristo siguen un triple argumento presentado por primera vez por el historiador alemán Bruno Bauer en el siglo XIX: cuestionan la confiabilidad de las epístolas paulinas y los Evangelios para postular a un Jesús históricamente existente; señalan la falta de información sobre Jesús en fuentes no cristianas del siglo I y principios del siglo II; y argumentan que el cristianismo primitivo tuvo orígenes sincretistas y mitológicos. Más específicamente:
- Las epístolas de Pablo carecen de información biográfica detallada: la mayoría de los mitistas argumentan que las epístolas paulinas son más antiguas que los Evangelios pero, aparte de algunos pasajes que pueden haber sido interpolaciones, hay una ausencia total de información biográfica detallada (como la que se podría esperar si Jesús hubiera sido contemporáneo de Pablo[90]) y no se cita ningún dicho de Jesús, el llamado argumento del silencio.[91][92][93] Algunos mitistas han argumentado que las epístolas paulinas son de un fecha posterior a la que se suele asumir y, por lo tanto, no son una fuente confiable sobre la vida de Jesús.[94][95]
- Los Evangelios no son registros históricos, sino una narrativa histórica ficticia: los mitistas argumentan que, aunque los Evangelios parecen presentar un marco histórico, no son registros históricos, sino escritos teológicos,[96][97] mitos o ficciones legendarias que se asemejan al arquetipo del héroe.[98][99] Los Evangelios imponen «una narrativa histórica ficticia» sobre una «figura mítica del salvador cósmico»,[92][100] entretejiendo varias tradiciones pseudohistóricas de Jesús,[101][102] aunque puede haber habido una persona histórica real, de quien casi nada se puede saber.[103]
- No hay relatos de testigos presenciales independientes: No sobreviven relatos de testigos presenciales independientes, a pesar del hecho de que muchos autores estaban escribiendo en ese momento.[104][100] Los relatos romanos de principios del siglo II contienen muy poca evidencia[13][105] y pueden depender de las fuentes cristianas.[96][106][107][108]
- Jesús fue un ser mitológico, que se concretó en los Evangelios: el cristianismo primitivo fue muy diverso y sincrético, compartiendo ideas filosóficas y religiosas comunes con otras creencias de la época.[109] Surgió en el mundo grecorromano del siglo I y II, sintetizando el estoicismo y el neoplatonismo griegos con los escritos judíos del Antiguo Testamento[110][111][88] y los métodos exegéticos de Filón,[13][109][112] creando la figura mitológica de Jesús. Pablo se refiere a Jesús como un ser exaltado, y probablemente esté escribiendo sobre una entidad mítica[92] o sobrenatural, una deidad celestial llamada Jesús.[113] Este ser celestial se deriva de aspectos personificados de Dios, en particular la personificación de la Sabiduría, o «una figura salvadora modelada a partir de figuras similares dentro de antiguas religiones de misterio»,[114] que a menudo (pero no siempre) es un dios que muere y resucita.[115][116][117] Si bien los escritos de Pablo también pueden contener ideas proto-gnósticas,[118][119] algunos mitistas han argumentado que Pablo puede referirse a una persona histórica que pudo haber vivido en un pasado oscuro, mucho antes de los comienzos de la era común.[83][120][85]

## Puntos de vista mayoritarios y mitistas de los argumentos

### Información biográfica detallada en las epístolas paulinas

#### Datación y atribución

##### Punto de vista mitista
Los mitistas están de acuerdo en la importancia de las epístolas paulinas, algunos están de acuerdo con la datación temprana y toman las epístolas paulinas como punto de partida de la erudición principal. Argumentan que esas cartas en realidad apuntan únicamente en la dirección de un ser celestial o mítico, o no contienen información definitiva sobre un Jesús histórico. Sin embargo, algunos míticos han cuestionado la datación temprana de las epístolas, lo que plantea la posibilidad de que representen una corriente posterior y más desarrollada del pensamiento cristiano primitivo.
El teólogo Willem Christiaan van Manen de la escuela neerlandesa de crítica radical anotó varios anacronismos en las epístolas paulinas. Van Manen afirmó que no podrían haber sido escritos en su forma final antes del siglo II. También señaló que la escuela marcionita fue la primera en publicar las epístolas, y que Marción (c. 85-c. 160) las usó como justificación para sus puntos de vista gnósticos y docetistas de que la encarnación de Jesús no fue en un cuerpo físico. Van Manen también estudió la versión de la epístola a los gálatas de Marción en contraste con la versión canónica, y argumentó que la versión canónica fue una revisión posterior que quitó el énfasis a los aspectos gnósticos.
Price también aboga por una datación posterior de las epístolas y las considera como una recopilación de fragmentos (posiblemente con un núcleo gnóstico), afirmando que Marción fue responsable de gran parte del corpus paulino o incluso él mismo escribió las cartas. Price critica a sus compañeros teóricos del mito de Cristo por sostener la datación de las epístolas a mediados del siglo I por sus propias razones apologéticas.

##### Punto de vista mayoritario
La opinión generalizada es que las siete epístolas paulinas indiscutibles consideradas por el consenso académico como cartas genuinas generalmente datan de entre los años 50 y 60 d. C. y son los primeros textos cristianos sobrevivientes que incluyen información sobre Jesús. La mayoría de los estudiosos consideran a las epístolas paulinas como elementos esenciales en el estudio del Jesús histórico y el desarrollo del cristianismo primitivo. Sin embargo, los eruditos también han argumentado que Pablo era un «creador de mitos», que dio su propia interpretación divergente del significado de Jesús, construyendo un puente entre el mundo judío y helenístico, creando así la fe que se convirtió en cristianismo.

#### Ausencia de información biográfica

##### Punto de vista mitista
Wells, un «mitista minimalista», criticó la poca frecuencia de las referencias a Jesús en las epístolas paulinas y afirmó que no hay información en ellas sobre los padres de Jesús, lugar de nacimiento, enseñanzas, juicio ni crucifixión. Price dice que Pablo no se refiere a la vida terrenal de Jesús, ni tampoco cuando esa vida podría haber proporcionado ejemplos y justificaciones convenientes para las enseñanzas de Pablo. En cambio, la revelación parece haber sido una fuente destacada del conocimiento de Pablo acerca de Jesús.
Wells dice que las epístolas paulinas no hacen referencia a los dichos de Jesús, o solo lo hacen en un sentido vago y general. Según Wells, como se refiere Price en sus propias palabras, los escritores del Nuevo Testamento «seguramente deben haberlos citado cuando surgieron los mismos temas en las situaciones que abordaron».

##### Punto de vista mayoritario
Eddy y Boyd indican que la erudición bíblica moderna señala que «Pablo tiene relativamente poco que decir sobre la información biográfica de Jesús», considerando a Jesús como «un contemporáneo reciente». Sin embargo, como anota Christopher Tuckett, «[e] incluso si no tuviéramos otras fuentes, podríamos inferir algunas cosas acerca de Jesús de las cartas de Pablo».

### Los Evangelios como registros históricos

#### Punto de vista mitista
Los mitistas sostienen que en los Evangelios se impuso «una narrativa histórica ficticia» sobre la «figura mítica del salvador cósmico» creada por Pablo. Según Price, los Evangelios «huelen a composición de ficción», argumentando que son un tipo de ficción legendaria y que la historia de Jesús retratada en ellos se ajusta al arquetipo mítico del héroe. El arquetipo mítico del héroe está presente en muchas culturas que a menudo tienen concepciones milagrosas o nacimientos vírgenes anunciados por sabios y marcados por una estrella, son tentados o luchan contra las fuerzas del mal, mueren en una colina, aparecen después de la muerte y luego ascienden al cielo. Algunos proponentes del mitismo sugieren que algunas partes del Nuevo Testamento estaban destinadas a atraer a los gentiles como alegorías familiares en lugar de historia real. Según Earl Doherty, los Evangelios son «esencialmente alegoría y ficción».
Según Wells, existió un Jesús mínimamente histórico, cuyas enseñanzas se conservaron en el documento Q. Así, los Evangelios entretejen dos narraciones de Jesús, a saber, este predicador galileo del documento Q y el Jesús mítico de Pablo. Doherty no está de acuerdo con Wells con respecto a este maestro del documento Q, argumentando que era un personaje alegórico que personificaba la Sabiduría y llegó a ser considerado el fundador de la comunidad Q. Según Doherty, el Jesús de Q y el Cristo de Pablo fueron combinados en el Evangelio de Marcos por una comunidad predominantemente gentil.

#### Punto de vista mayoritario
Entre los eruditos contemporáneos, hay consenso en que los Evangelios son un tipo de biografía antigua, un género que se preocupaba por proporcionar ejemplos para que fueran emulados por los lectores, mientras al mismo tiempo preservaban y promovían la reputación y la memoria del sujeto, incluyendo propaganda y kerygma (predicación) en sus trabajos.
La erudición bíblica considera que los Evangelios son la manifestación literaria de las tradiciones orales que se originaron durante la vida del Jesús histórico, quien tuvo un profundo impacto en sus seguidores.

#### Crítica mayoritaria
Ehrman señala que los Evangelios se basan en fuentes orales, que jugaron un papel decisivo en la atracción de nuevos conversos.
Los teólogos cristianos han retratado al arquetipo del héroe mítico como una defensa de la enseñanza cristiana, que al mismo tiempo defendía al Jesús histórico. Los académicos seculares Kendrick y McFarland también han señalado que las enseñanzas de Jesús marcaron «una desviación radical de todas las convenciones por las que los héroes habían sido definidos».

### Registros independientes de testigos oculares

#### Falta de registros históricos sobrevivientes

##### Punto de vista mitista
Los defensores de la teoría del mito de Cristo afirman que hay un significado en la falta de registros históricos sobrevivientes sobre Jesús de Nazaret de cualquier autor no judío hasta el siglo II, y agregan que Jesús no dejó escritos u otra evidencia arqueológica. Usando el argumento del silencio, señalan que el filósofo judío Filón de Alejandría no mencionó a Jesús cuando escribió sobre la crueldad de Poncio Pilato alrededor del año 40.

##### Crítica mayoritaria
Los eruditos bíblicos de la corriente principal señalan que gran parte de los escritos de la antigüedad se han perdido y que se escribió poco sobre cualquier judío o cristiano de esa época. Ehrman señala que no tenemos evidencia arqueológica o textual de la existencia de la mayoría de las personas en el mundo antiguo, incluso personas tan famosas como Poncio Pilato, sobre quienes los teóricos mitistas están de acuerdo en que existieron. Robert Hutchinson señala que esto también es cierto en el caso de Josefo, a pesar de que era «un favorito personal del emperador romano Vespasiano». Hutchinson cita a Ehrman, quien señala que Josefo nunca es mencionado en fuentes griegas y romanas del siglo I, a pesar de ser «un amigo personal del emperador». Según Michael Grant, si se aplicaran los mismos criterios a otros individuos, «[p]odríamos rechazar la existencia de una masa de personajes paganos cuya realidad como personajes históricos nunca se cuestiona».

#### Josefo y Tácito
Existen tres fuentes no cristianas que se utilizan típicamente para estudiar y establecer la historicidad de Jesús, a saber, dos menciones en Josefo y una mención en Tácito.

##### Punto de vista mayoritario
Las Antigüedades judías de Josefo (escritas c. 93-94) incluyen dos referencias al Jesús bíblico en los libros 18 y 20. El punto de vista académico general es que, si bien el pasaje más largo del libro (conocido como Testimonium Flavianum) es muy probablemente no auténtico en su totalidad, originalmente constaba de un núcleo auténtico que fue luego objeto de la interpolación cristiana. Louis H. Feldman, estudioso de Josefo, señala que «pocos han dudado de la autenticidad» de la referencia de Josefo a Jesús en Antigüedades 20, 9, 1 («el hermano de Jesús, llamado Cristo, cuyo nombre era Santiago») y que es solo disputada por un pequeño número de estudiosos.  Painter anota que la frase «llamado Cristo» fue utilizada por Josefo en este pasaje «a modo de distinguirlo de otros del mismo nombre, como el sumo sacerdote Jesús hijo de Damneo o Jesús hijo de Gamaliel», al haber sido ambos mencionados por Josefo en este contexto.
El historiador romano Tácito se refirió a «Christus» y su ejecución por Poncio Pilato en sus Anales (escritos c. 116), libro 15, capítulo 44. La mayoría de expertos señalan que es extremadamente improbable que el pasaje haya sido falsificado por un escriba cristiano, dado el tono muy negativo de los comentarios de Tácito sobre los creyentes. La referencia de Tácito es ampliamente aceptada como una confirmación independiente de la crucifixión de Cristo, aunque algunos eruditos cuestionan el valor histórico del pasaje por varios motivos.

##### Punto de vista mitista
Los defensores de la teoría del mito de Cristo argumentan que el Testimonium Flavianum puede haber sido una interpolación parcial o una falsificación del apologista cristiano Eusebio en el siglo IV o de otros. Richard Carrier sostiene además que el texto original de Antigüedades 20 se refería a un hermano del sumo sacerdote Jesús hijo de Damneo, llamado Santiago, y no de Jesucristo. Carrier sostiene además que las palabras «llamado Cristo» probablemente resultaron de la inserción accidental de una nota marginal agregada por algún lector desconocido.
Asimismo, mitistas como G. A. Wells y Carrier sostienen que fuentes como Tácito y otras, que fueron escritas décadas después de los supuestos eventos, no incluyen tradiciones independientes que se relacionen con Jesús y, por lo tanto, no pueden proporcionar una confirmación de los hechos históricos sobre él.
También, dentro del judaísmo, se sostiene que es inverosímil que Flavio Josefo, como judío, escribiera sobre la resurrección de Jesús por no ser un elemento propio de la teología judía, por lo que el párrafo sería un agregado posterior hecho por cristianos.

#### Otras fuentes

##### Punto de vista mayoritario
Van Voorst considera las referencias a Jesús en escritos clásicos, escritos judíos, fuentes hipotéticas de los evangelios canónicos y escritos cristianos existentes fuera del Nuevo Testamento. Van Voorst concluye que las fuentes no cristianas proporcionan «una pequeña pero cierta corroboración de ciertas tradiciones históricas del Nuevo Testamento sobre el trasfondo familiar, la época de la vida, el ministerio y la muerte de Jesús», así como «evidencia del contenido de la predicación cristiana que es independiente del Nuevo Testamento», mientras que las fuentes cristianas extrabíblicas dan acceso a «alguna información importante sobre las tradiciones más antiguas sobre Jesús». Sin embargo, las fuentes del Nuevo Testamento siguen siendo fundamentales «tanto en las líneas principales como en los detalles sobre la vida y las enseñanzas de Jesús».

### Jesús como ser histórico

#### Sincretismo y diversidad

##### Punto de vista mitista
Bauer sugirió que el cristianismo era una síntesis del estoicismo de Séneca el Joven, el neoplatonismo griego y la teología judía de Filón, desarrollada por judíos pro-romanos como Josefo. Esta nueva religión necesitaba un fundador y creó a su Cristo. En una revisión del trabajo de Bauer, Price señala que la postura básica de Bauer con respecto al tono estoico y la naturaleza ficticia de los Evangelios todavía se repite en la erudición contemporánea.
Doherty señala que, gracias a las conquistas de Alejandro Magno, la cultura y el idioma griegos se extendieron por todo el mundo del Mediterráneo oriental, influyendo en las culturas ya existentes allí. La conquista romana de esta zona contribuyó a la diversidad cultural, pero también a un sentimiento de alienación y pesimismo. Se disponía de una rica diversidad de ideas religiosas y filosóficas, y los no judíos tenían en alta estima al judaísmo por sus ideas monoteístas y sus elevados estándares morales. Sin embargo, el monoteísmo también era ofrecido por la filosofía griega, especialmente el platonismo, con su Dios supremo y el Logos intermediario. Según Doherty, haciendo eco del argumento de Bruno Bauer, «de este rico suelo de ideas surgió el cristianismo, un producto de la filosofía judía y griega».
Price señala que el cristianismo comenzó entre los judíos helenizados, quienes mezclaron interpretaciones alegóricas de las tradiciones judías con elementos de culto judío-gnóstico, zoroástrico y mistérico. Algunos defensores mitistas señalan que algunas historias en el Nuevo Testamento parecen para tratar de reforzar las profecías del Antiguo Testamento y repetir historias sobre figuras como Elías, Eliseo, Moisés y Josué para atraer a los judíos conversos. Price señala que casi todas las historias de los evangelios tienen paralelos en el Antiguo Testamento y otras tradiciones, y concluye que los Evangelios no son fuentes independientes para un Jesús histórico, sino «leyenda y mito, ficción y redacción».
Según Doherty, el rápido crecimiento de las primeras comunidades cristianas y la gran variedad de ideas no pueden explicarse con solo el esfuerzo misionero, sino que apunta a desarrollos paralelos, que surgieron en varios lugares y compitieron por el apoyo. Los argumentos de Pablo contra apóstoles rivales también apuntan a esta diversidad. Doherty señala además que Yeshúa (Jesús) es un nombre genérico, que significa «YHWH salva» y se refiere al concepto de salvación divina, que podría aplicarse a cualquier tipo de entidad salvadora o Sabiduría.

##### Punto de vista mayoritario
La mayoría de los historiadores están de acuerdo en que Jesús o sus seguidores establecieron una nueva secta judía, que atrajo tanto a judíos como a gentiles conversos. De esta secta judía se desarrolló el cristianismo primitivo, que era muy diverso, con puntos de vista proto-ortodoxos y «heréticos» (como el gnosticismo), unos junto a los otros. Ehrman anota la existencia de varios cristianismos primitivos en el siglo I, a partir de los cuales se desarrollaron varias tradiciones y denominaciones cristianas, incluyendo a la proto-ortodoxia. Dunn señala que se pueden discernir cuatro tipos de cristianismo primitivo: el cristianismo judío, el cristianismo helenístico, el cristianismo apocalíptico y el catolicismo primitivo.

#### Jesús en Pablo como un ser celestial

##### Punto de vista mitista
Los teóricos del mito de Cristo generalmente rechazan la idea de que las epístolas de Pablo se refieren a una persona real. Según Doherty, el Jesús de Pablo era un Hijo divino de Dios, existiendo en un reino espiritual donde fue crucificado y resucitado. Este Jesús mitológico se basó en la exégesis del Antiguo Testamento y visiones místicas de un Jesús resucitado.
Según Carrier, las epístolas paulinas auténticas muestran que el apóstol Pedro y el apóstol Pablo creían en un Jesús visionario o soñado, basado en un pésher de los versículos de la Septuaginta: Zacarías 3 y 6, Daniel 9 e Isaías 52–53. Carrier señala que hay poca o ninguna información concreta sobre la vida terrenal de Cristo en las epístolas paulinas, a pesar de que Jesús es mencionado más de trescientas veces. Según Carrier, originalmente «Jesús era el nombre de un ser celestial, subordinado a Dios», un Dios salvador «agonizante y resucitado» como Mitra y Osiris, que «obtuvo la victoria sobre la muerte» en este reino celestial; «[ese] ‹Jesús› probablemente habría sido el mismo arcángel identificado por Filón de Alejandría como ya existente en la teología judía», que Filón conocía por todos los atributos por los que Pablo también conocía a Jesús. Según Carrier, Filón dice que este ser fue identificado como la figura llamada Jesús en el Libro de Zacarías, lo que implica que «ya antes del cristianismo había judíos conscientes de un ser celestial llamado Jesús, que tenía todos los atributos que los primeros cristianos tenían asociados con su ser celestial llamado Jesús».
Raphael Lataster, siguiendo a Carrier, también argumenta que «Jesús comenzó como un mesías celestial en el que ciertos judíos del Segundo Templo ya creían, y luego fue alegorizado en los Evangelios».

##### Punto de vista mayoritario
Según el consenso académico mayoritario, Jesús fue un predicador o maestro escatológico, que fue exaltado después de su muerte. Las epístolas paulinas incorporan credos o confesiones de fe anteriores a Pablo, que dan información esencial sobre la fe de la primera comunidad de Jerusalén, alrededor de Santiago, el hermano de Jesús. Estos credos pre-paulinos datan de unos pocos años después de la muerte de Jesús y se desarrollaron dentro de la comunidad judeocristiana en Jerusalén. La primera epístola a los corintios contiene uno de los primeros credos cristianos que expresan la fe en Jesús resucitado, a saber, 1 Corintios 15:3-41:
Porque primeramente os he enseñado lo que asimismo recibí: Que Cristo murió por nuestros pecados, conforme a las Escrituras; y que fue sepultado, y que resucitó al tercer día, conforme a las Escrituras; y que apareció a Cefas, y después a los doce. Después apareció a más de quinientos hermanos a la vez, de los cuales muchos viven aún, y otros ya duermen. Después apareció a Santiago; después a todos los apóstoles; y al último de todos, como a un abortivo, me apareció a mí.
Dunn señala que, en 1 Corintios 15:3, Pablo «recita la creencia fundamental», es decir, «que Cristo murió», hecho que «se le dijo a Pablo acerca de un Jesús que había muerto dos años antes más o menos». 1 Corintios 15:11 también se refiere a otros antes de Pablo que predicaron el credo.
Hurtado anota que la muerte de Jesús fue interpretada como una muerte redentora «por nuestros pecados», de acuerdo con el plan de Dios contenido en las Escrituras judías. El significado radica en «el tema de la necesidad y el cumplimiento divinos de las Escrituras, no en el énfasis paulino posterior en" la muerte de Jesús como sacrificio o expiación por nuestros pecados». Para los primeros cristianos judíos, «la idea de que la muerte del Mesías era un evento redentor necesario funcionó más como una explicación apologética de la crucifixión de Jesús», «probando que la muerte de Jesús no fue una sorpresa para Dios». Según Krister Stendahl, la principal preocupación de los escritos de Pablo sobre el papel de Jesús y la salvación por la fe no es la conciencia individual de los pecadores humanos y sus dudas sobre ser elegidos por Dios o no, sino el problema de la inclusión de los gentiles (griegos) observadores de la Torá en el pacto de Dios.
Las apariciones de Jesús resucitado a menudo se explican como experiencias visionarias, en las que se sintió la presencia de Jesús. Según Ehrman, las visiones de Jesús y la subsiguiente creencia en la resurrección de Jesús cambiaron radicalmente las percepciones de sus primeros seguidores, concluyendo de su ausencia que debió haber sido exaltado al cielo, por Dios mismo, exaltándolo a un estatus y autoridad sin precedentes. Según Hurtado, las experiencias de resurrección fueron eventos religiosos que «parecen haber incluido visiones (y/o ascensos al) cielo de Dios, en las que se veía al Cristo glorificado en una posición exaltada». Es posible que estas visiones hayan aparecido principalmente durante el culto colectivo. Johan Leman sostiene que las comidas comunales proporcionaron un contexto en el que los participantes entraron en un estado mental en el que se sintió la presencia de Jesús.
Los credos paulinos contienen elementos de un «mito» de Cristo y su culto, como el «himno de Cristo» de Filipenses 2:6-11, que presenta a Jesús como un ser celestial encarnado y posteriormente exaltado. Los eruditos ven esto como indicaciones de que la encarnación y exaltación de Jesús fue parte de la tradición cristiana unos años después de su muerte y más de una década antes de la escritura de las epístolas paulinas.
Los estudios recientes sitúan la exaltación y la devoción de Cristo firmemente en un contexto judío. Andrew Chester sostiene que «para Pablo, Jesús es claramente una figura del mundo celestial y, por lo tanto, encaja en una categoría mesiánica ya desarrollada dentro del judaísmo, donde el Mesías es una figura humana o angelical perteneciente [...] al mundo celestial, una figura que, al mismo tiempo, tenía un papel específico y limitado en la tierra». Según Ehrman, Pablo consideraba a Jesús como un ángel que se encarnó en la tierra. Según James Waddell, la concepción de Pablo de Jesús como una figura celestial fue influenciada por el Libro de Enoc y su concepción del Mesías.

##### Crítica mayoritaria
Ehrman señala que Doherty, como muchos otros mitistas, «cita extensamente a académicos profesionales cuando sus puntos de vista resultan útiles para desarrollar aspectos de su argumento, pero no señala que ninguno de estos académicos está de acuerdo con su tesis general». Ehrman ha criticado específicamente a Doherty por citar erróneamente fuentes académicas como si apoyara su hipótesis del ser celestial, mientras que esas fuentes explícitamente «[se refieren] a un ser humano en la tierra que se convirtió en el Cristo, precisamente la visión que él rechaza». James McGrath critica a Carrier, señalando que ignora los detalles y que «Filón ofrece una referencia alusiva y un tratamiento alegórico a un texto en Zacarías que menciona a un sumo sacerdote histórico llamado Josué».
Hurtado sostiene que, para Pablo y sus contemporáneos, Jesús era un ser humano que fue exaltado como Mesías y Señor después de su crucifixión: «No hay evidencia alguna de un ‹arcángel judío Jesús› en ninguna parte del judaísmo del Segundo Templo [...]. En cambio, todas las instancias del nombre en el [periodo del] Segundo Templo son para personajes históricos». Hurtado rechaza la afirmación de Carrier de que «Filón de Alejandría menciona a un arcángel llamado ‹Jesús›», sino que se refiere a una figura sacerdotal llamada Josué, y un personaje real cuyo nombre puede interpretarse como «en ascenso», entre otras connotaciones. Según Hurtado, no hay un «Jesús resucitado» ni en Zacarías ni en Filón, por lo que Carrier está equivocado.
Ehrman anota que «no hubo judíos antes del cristianismo que pensaran que Isaías 53 (o cualquiera de los otros pasajes del ‹sufrimiento›) se refería al futuro mesías». Solo después de su dolorosa muerte se utilizaron estos textos para interpretar su sufrimiento de una manera significativa, aunque «Isaías no está hablando del futuro mesías, y ningún judío antes del siglo I lo interpretó como refiriéndose al mesías».
Simon Gathercole también evaluó los argumentos mitistas para la afirmación de que Pablo creía en un Jesús celestial y celestial que nunca estuvo en la tierra. Gathercole concluye que los argumentos de Carrier y, más ampliamente, las posiciones mitistas sobre diferentes aspectos de las cartas de Pablo contradicen con los datos históricos, y que Pablo dice varias cosas sobre la vida de Jesús en la tierra, su personalidad, familia, etc.

#### Paralelos con dioses salvadores

##### Punto de vista mitista
Según Wells, Doherty y Carrier, el Jesús mítico se derivó de las tradiciones de la Sabiduría, la personificación de un aspecto eterno de Dios que vino a visitar a los seres humanos. Wells afirmó que «esta literatura judía de la Sabiduría es de gran importancia para las primeras ideas cristianas sobre Jesús». Doherty alegó que el concepto de un Cristo espiritual fue el resultado de ideas filosóficas y religiosas comunes de los siglos I y II d. C., en las que la idea de una fuerza intermedia entre Dios y el mundo era común.
Según Doherty, el Cristo de Pablo comparte similitudes con los cultos de misterio grecorromanos. Timothy Freke y Peter Gandy argumentaron explícitamente que Jesús era una deidad, similar a los cultos de misterio, mientras que Dorothy Murdock sostiene que el mito de Cristo se basa en gran medida en la historia egipcia de Osiris y Horus. Según Carrier, el cristianismo primitivo fue sólo uno de varios cultos mistéricos que se desarrollaron a partir de las influencias helenísticas en los cultos y religiones locales.
Wells y Alvar Ellegård han argumentado que el Jesús de Pablo pudo haber vivido mucho antes, en un pasado remoto vagamente recordado. Wells sostiene que Pablo y los otros escritores de epístolas, los primeros escritores cristianos, no apoyan la idea de que Jesús vivió a principios del siglo I y que, para Pablo, Jesús pudo haber existido muchas décadas (si no siglos) antes. Según Wells, los primeros estratos de la literatura del Nuevo Testamento presentaban a Jesús como «un personaje básicamente sobrenatural sólo de forma oscura en la Tierra como un hombre en algún período no especificado del pasado».
Según Price, el Toledot Yeshu coloca a Jesús en «alrededor del año 100 a. C.», mientras que Epifanio de Salamina y el Talmud hacen referencias a la «creencia judía y judeocristiana» de que Jesús vivió aproximadamente un siglo antes de lo que generalmente se supone. Según Price, esto implica que «quizás la figura de Jesús fue al principio un mito ahistórico y se hicieron varios intentos para ubicarlo en un contexto histórico plausible, al igual que Heródoto y otros intentaron averiguar cuándo ‹debió› haber vivido Hércules».

##### Punto de vista mayoritario
Jesús tiene que ser entendido en el contexto palestino y judío del siglo I. La mayoría de los temas, epítetos y expectativas formulados en la literatura del Nuevo Testamento tienen orígenes judíos y son elaboraciones de estos temas. Según Hurtado, el judaísmo de la era romana se negó a «adorar a cualquier deidad que no fuera el Dios de Israel», incluido «cualquiera de los ayudantes del Dios bíblico, como ángeles, mesías, etc». La devoción a Jesús que surgió en el cristianismo primitivo debe considerarse como una innovación cristiana específica en el contexto judío.

##### Crítica mayoritaria
Los estudiosos de la corriente principal no están de acuerdo con las interpretaciones mitistas y las consideran aplicaciones obsoletas de ideas y metodologías de la Religionsgeschichtliche Schule. Según Philip Davies, el Jesús del Nuevo Testamento está de hecho «compuesto por motivos comunes (y tipos míticos) extraídos de todo el mundo mediterráneo y del Cercano Oriente». Sin embargo, esto no significa que Jesús fue «inventado»; según Davies, «la existencia de un gurú de algún tipo es más plausible y económica que cualquier otra explicación». Ehrman afirma que los mitistas hacen demasiado de los paralelismos percibidos con las religiones y mitologías paganas; la investigación histórico-crítica ha mostrado claramente las raíces e influencias judías del cristianismo.
Muchos eruditos bíblicos de la corriente principal señalan que la mayoría de los paralelos percibidos con las religiones mistéricas son coincidencias o no tienen una base histórica y/o que estos paralelos no prueban que una figura de Jesús no vivió. Boyd y Eddy dudan de que Pablo consideraba a Jesús similar a las deidades salvadoras que se encuentran en las antiguas religiones de misterio. Ehrman señala que Doherty propone que los cultos misteriosos tenían una cosmología neoplatónica, pero no da evidencia para esta afirmación. Además, «los cultos misteriosos nunca son mencionados por Pablo ni por ningún otro autor cristiano de los primeros cien años de la Iglesia», ni desempeñaron un papel en la cosmovisión de ninguno de los grupos judíos del siglo I.
Gregory A. Boyd y Paul Rhodes Eddy critican la idea de que «Pablo veía a Jesús como un salvador cósmico que vivió en el pasado», refiriéndose a varios pasajes de las epístolas paulinas que contradicen esta idea. En Gálatas 1:19, Pablo dice que se encontró con Santiago, el «hermano del Señor»; 1 Corintios 15:3-8 se refiere a personas a las que se les apareció Jesús y que eran contemporáneos de Pablo; y en 1 Tesalonicenses 2:14-16, Pablo se refiere a los judíos que «mataron al Señor Jesús» y que «nos expulsaron» como el mismo pueblo, lo que indica que la muerte de Jesús ocurrió dentro del mismo período de tiempo que la persecución de Pablo.

## Recepción

### Recepción académica

#### Ausencia de soporte para el mitismo
En la erudición moderna, la teoría del mito de Cristo es una teoría marginal, que prácticamente no encuentra apoyo por parte de los estudiosos, hasta el punto de ser abordada en notas al pie o casi ignorada por completo debido a las obvias debilidades que defienden. Sin embargo, se ha prestado más atención al mitismo en los últimos años debido a ser una cuestión repetidamente preguntada por el público general a los estudiosos, como a Bart Ehrman. Él señala que casi todos los eruditos que estudian el período cristiano primitivo sostienen que Jesús sí existió y observa que los escritos mitistas son generalmente de mala calidad, debido a que en su mayoría son escritos por aficionados y no académicos que no tienen credenciales académicas o nunca han enseñado en instituciones académicas. Maurice Casey anotó que la existencia de Jesús es completamente segura en la comunidad académica en general. Según Casey, el punto de vista de que Jesús no existió es «el punto de vista de los extremistas» y «demostrablemente falso», pues la existencia de Jesús es un tema que «los eruditos profesionales generalmente consideran establecido en la erudición seria desde hace mucho tiempo».
En 1977, Michael Grant concluyó que «los métodos críticos modernos no apoyan la teoría del mito de Cristo». En apoyo de esto, Grant citó la opinión de 1957 de Roderic Dunkerley: la teoría del mito de Cristo «una y otra vez ha sido contestada y aniquilada por eruditos de primer nivel». Al mismo tiempo, también citó la opinión de Otto Betz en 1968: en los últimos años «ningún erudito serio se ha atrevido a postular la no-historicidad de Jesús (o al menos muy pocos), y no han logrado deshacerse de la evidencia mucho más fuerte, de hecho muy abundante, de lo contrario». Asimismo, escribió:
Si aplicamos al Nuevo Testamento, como deberíamos, el mismo tipo de criterio que deberíamos aplicar a otros escritos antiguos que contienen material histórico, no podemos rechazar la existencia de Jesús más de lo que podemos rechazar la existencia de una masa de personajes paganos cuya realidad como personajes históricos nunca se cuestiona.
Graeme Clarke señaló que «[f]rancamente, no conozco a ningún historiador antiguo o historiador bíblico que tenga una pizca de duda sobre la existencia de un Jesucristo: la prueba documental es simplemente abrumadora». R. Joseph Hoffmann, creador del Jesus Project (que incluía tanto a mitistas como a historicistas para investigar la historicidad de Jesús), escribió que un adherente a la teoría del mito de Cristo pidió establecer una sección separada del proyecto para aquellos comprometidos con la teoría. Hoffmann sintió que estar comprometido con el mitismo indicaba una falta del escepticismo necesario y señaló que la mayoría de los miembros del proyecto no llegaron a la conclusión mitista.
Philip Jenkins escribió que «lo que no se puede hacer sin aventurarse en los lejanos pantanos de la extrema manía es argumentar que Jesús nunca existió. La ‹hipótesis del mito de Cristo› no es erudición, y no se toma en serio en debates académicos respetables. Los fundamentos presentados para la ‹hipótesis› son inútiles. Los autores que proponen tales opiniones pueden ser personas competentes, decentes y honestas, pero los puntos de vista que presentan son manifiestamente erróneos [...] Jesús está mejor documentado y registrado que prácticamente cualquier figura de la antigüedad no perteneciente a la élite».
Gullotta anotó que la mayor parte de la literatura mitista contiene «teorías descabelladas, poco investigadas, históricamente inexactas y escritas con una inclinación sensacionalista para el público popular».

#### Cuestionamiento de la competencia de sus proponentes
Los críticos de la teoría del mito de Cristo cuestionan la competencia de sus partidarios. Según Ehrman:
Pocos de estos mitistas son en realidad eruditos capacitados en historia antigua, religión, estudios bíblicos o cualquier campo afín, y mucho menos en los idiomas antiguos que generalmente se piensa que son importantes para aquellos que quieren decir algo con algún grado de autoridad sobre un maestro judío que (alegadamente) vivió en la Palestina del siglo I.
Maurice Casey criticó a los mitistas, señalando su total ignorancia de cómo funciona realmente la erudición crítica moderna. También los criticó por su frecuente suposición de que todos los eruditos modernos de la religión son fundamentalistas protestantes de la variedad estadounidense, insistiendo en que esta suposición no solo es totalmente inexacta, sino también ejemplar de los conceptos erróneos de los mitistas sobre las ideas y actitudes de los eruditos convencionales. Ehrman explicó que «prácticamente todos los historiadores cuerdos del planeta (cristianos, judíos, musulmanes, paganos, agnósticos, ateos, lo que sea) han llegado a la conclusión basándose en una serie de evidencia histórica convincente. Nos guste o no, Jesús ciertamente existió».
Cuestionar la opinión generalizada parece tener consecuencias para las perspectivas laborales de uno. Según Casey, el trabajo inicial de Thompson, que «refutó con éxito los intentos de Albright y otros de defender la historicidad de las partes más antiguas de la historia de la literatura bíblica», ha «afectado negativamente sus perspectivas laborales futuras». Ehrman también señala que los puntos de vista mitistas evitarían que uno consiguiera empleo en un departamento de estudios religiosos:
Estos puntos de vista son tan extremos y tan poco convincentes para el 99,99 % de los verdaderos expertos que cualquiera que los posea tiene tanta probabilidad de conseguir un trabajo de profesor en un departamento establecido de religión como un creacionista de seis días en un departamento genuino de biología.

#### Otras críticas
Robert Van Voorst escribió que «[l]os eruditos contemporáneos del Nuevo Testamento típicamente han considerado a los argumentos (del mito de Cristo) como tan débiles o extraños que los relegan a notas al pie, o con frecuencia los ignoran por completo [...] La teoría de la inexistencia de Jesús ahora está efectivamente muerta como una cuestión en la erudición». Paul L. Maier señaló que «[c]ualquiera que use el argumento de que Jesús nunca existió está simplemente haciendo alarde de su ignorancia». Entre los estudiosos notables que han abordado directamente el mito de Cristo se encuentran Bart Ehrman, Maurice Casey y Philip Jenkins.
Van Voorst ofreció un panorama general de los defensores de la «hipótesis de la inexistencia» y sus argumentos, presentando ocho argumentos en contra de esta hipótesis, tal como los presentaron Wells y sus predecesores.
1. El «argumento del silencio» debe rechazarse, pues «es incorrecto suponer que lo que no se menciona ni se detalla no existía». Van Voorst sostiene además que la literatura cristiana primitiva no se escribió con fines históricos.
2. Datar la «invención» de Jesús alrededor del año 100 d. C. es demasiado tardío; Marcos fue escrito antes y contiene abundantes detalles históricos que son correctos.
3. El argumento de que el desarrollo de las tradiciones evangélicas muestra que no hubo un Jesús histórico es incorrecto; «el desarrollo no prueba la invención al por mayor, y las dificultades no prueban la invención».
4. Wells no puede explicar por qué «ninguno de los paganos y judíos que se oponían al cristianismo negaban o siquiera cuestionaban la historicidad de Jesús».
5. El rechazo de Tácito y Josefo ignora el consenso académico.
6. Los defensores de la «hipótesis de la inexistencia» no están impulsados por intereses académicos, sino por sentimientos anticristianos.
7. Wells y otros no ofrecen «otras hipótesis creíbles» alternativas para los orígenes del cristianismo.
8. El propio Wells aceptó la existencia de un Jesús histórico mínimo, abandonando así efectivamente la «hipótesis de la inexistencia».

Bart Ehrman examinó los argumentos que los «mitistas» han hecho en contra de la existencia de Jesús desde que la idea fue planteada por primera vez a finales del siglo XVIII. En cuanto a la falta de registros contemporáneos de Jesús, Ehrman señala que tampoco se menciona una figura judía comparable en los registros contemporáneos y que hay menciones de Cristo en varias obras romanas de la historia de solo décadas después de la muerte de Jesús. El autor afirma que las cartas auténticas del apóstol Pablo en el Nuevo Testamento se escribieron unos pocos años después de la muerte de Jesús y que Pablo probablemente conocía personalmente a Santiago, el hermano de Jesús.
Aunque los relatos evangélicos de la vida de Jesús pueden ser parciales y poco fiables en muchos aspectos, escribe Ehrman, ellos y las fuentes detrás de ellos que los eruditos han discernido todavía contienen alguna información histórica precisa. Tantas certificaciones independientes de la existencia de Jesús, dice Ehrman, son en realidad «asombrosas para una figura antigua de cualquier tipo». Ehrman rechaza la idea de que la historia de Jesús es una invención basada en mitos paganos de dioses que mueren y resucitan, y sostiene que los primeros cristianos fueron influenciados principalmente por ideas judías, no griegas o romanas, e insiste en que la idea de que nunca existió una persona como Jesús no es considerada en absoluto por historiadores o expertos en la materia.
Antonio Piñero señaló que, desde la década de 1920, «no se considera científico negar la existencia histórica de Jesús debido a la cantidad de pruebas directas o indirectas de su existencia».
Entre los argumentos que refiere a favor de la existencia histórica de Jesús y en contra de la teoría del mito de Jesús, Piñero cita:
1. La mención de Jesús en las obras de dos autores no cristianos que la mayoría de los académicos sigue considerando fiables por su proximidad histórica, Tácito y Flavio Josefo (incluso desconsiderando en el último caso el llamado Testimonium Flavianum).
2. El conjunto de textos cristianos transmitidos acerca de su figura, ya que «aunque los escritos cristianos se manifiesten como obras de seguidores de Jesús, negar la existencia histórica del personaje central de ellas presenta muchas más dificultades que admitirla».
3. Las alusiones en dichos textos a figuras históricas cuya existencia puede comprobarse con documentos no cristianos.
4. Las reinterpretaciones y remodelaciones de la figura de Jesús realizadas por los autores de las fuentes cristianas, que no hubieran sido precisas si el personaje fuera una invención.
5. El desarrollo del cristianismo, difícil de explicar sin la figura de Jesús mismo.[211]

### Recepción popular
En una encuesta de 2015 realizada por la Iglesia de Inglaterra, el 40 % de los encuestados indicaron que no creían que Jesús fuera una persona real. Alexander Lucie-Smith, sacerdote católico, señaló que «las personas que piensan que Jesús no existió están seriamente confundidas», pero también afirmó que «la Iglesia necesita reflexionar sobre su fracaso. Si el 40 % cree en el mito de Jesús, esto es una señal de que la Iglesia no ha logrado comunicarse con el público en general».
Ehrman señala que «los mitistas se han vuelto ruidosos y gracias a Internet han atraído más atención». Pocos años después del inicio de la World Wide Web (c. 1990), mitistas como Earl Doherty comenzaron a presentar su argumento a un público más amplio a través de Internet. Doherty creó el sitio web The Jesus Puzzle en 1996, mientras que la organización Internet Infidels ha presentado los trabajos de mitistas en su sitio web y la teoría del mito de Cristo ha sido mencionada en varios sitios de noticias populares.
Según Derek Murphy, los documentales The God Who Wasn't There (2005) y Zeitgeist (2007) (este último considerado pseudohistórico) despertaron el interés por la teoría del mito de Cristo con una audiencia mucho mayor y dieron al tema una amplia cobertura en Internet. Daniel Gullotta señala la relación entre la organización Atheists United y el trabajo de Carrier relacionado con el miticismo, que ha aumentado «la atención del público».
Según Ehrman, la hipótesis del mito tiene un atractivo creciente «porque estos negadores de Jesús son al mismo tiempo denunciantes de la religión». Según Casey, los mitistas tienen un atractivo creciente debido a la aversión hacia el fundamentalismo cristiano entre los estadounidenses ateos.

## Críticas
La mayoría de los estudiosos considera bastante inverosímil la teoría del mito de Jesús.
Murray J. Harris sugirió además «evidencias institucionales y algunas consideraciones psicológicas» en apoyo del carácter histórico de Jesús; entre estas últimas destacó la improbabilidad psicológica de que un grupo de judíos del siglo I, para quienes la crucifixión era una maldición (Deuteronomio 21:23), inventara una religión cuyo fundador fue crucificado por los romanos, acusado de sedición y alboroto político, y que muriesen por sostener semejante engaño por ellos creado.